# Clint (Texas)
Clint is een plaats (town) in de Amerikaanse staat Texas, en valt bestuurlijk gezien onder El Paso County.

## Demografie
Bij de volkstelling in 2000 werd het aantal inwoners vastgesteld op 980. In 2006 is het aantal inwoners door het United States Census Bureau geschat op 989, een stijging van 9 (0,9%).

## Geografie
Volgens het United States Census Bureau beslaat de plaats een oppervlakte van 5,1 km², geheel bestaande uit land. Clint ligt op ongeveer 1102 m boven zeeniveau.

## Plaatsen in de nabije omgeving
De onderstaande figuur toont nabijgelegen plaatsen in een straal van 12 km rond Clint.